# 小口現金出納帳
小口現金出納帳（こぐちげんきんすいとうちょう）は、会計帳簿の一つで、小口現金を管理・把握するために記録する帳簿。補助簿の中の補助記入帳の一つ。
日常の取引で必要になる少額の支払いのための現金（小口現金）を、会計係が各部署の小口現金係（用度係）に、週又は月に1度渡し管理させる。
小口現金の管理には、事前に定められた一定の小口現金を前渡ししておく「定額資金前渡法（インプレスト・システム）」と、必要に応じ随時に小口現金を補給する「随時補給法（不定額資金前渡法）」の二つの方法がある。 